# 강필선 (야구인)
강필선(姜弼善, 1972년 5월 31일 ~ )은 전 KBO 리그의 외야수이며 1994년 말 열린 95 신인 드래프트에서 쌍방울에 1차 지명되었으나 현대 피닉스에 입단했고 1999년 상무 제대 뒤에는 당시 김원형, 조원우 등의 시즌 중 부상으로 신음하자 본인의 지명권을 현대에 넘겨 현대 입단을 하여 프로생활을 시작했다.

## 출신학교
- 군산상업고등학교
- 연세대학교 체육교육학과